# Battaglia di Paštrik
Con battaglia di Paštrik (nome in codice Operazione Freccia) ci si riferisce al conflitto tra l'Esercito di Liberazione del Kosovo (UCK, supportato dalla NATO) e la Repubblica federale di Jugoslavia, durato due settimane tra maggio e giugno 1999, nel pieno della guerra del Kosovo. L'obiettivo dell'UCK era di impadronirsi dei confini tra Albania e Kosovo, eliminando le truppe jugoslave lì presenti. Secondo un reportage, questa sarebbe stata la battaglia più difficile a cui l'esercito jugoslavo prese parte.
Durante la battaglia, i militanti dell'UCK riuscirono a conquistare il versante settentrionale del monte Paštrik e il villaggio di Milaj, sulla riva a nord del fiume Beli Drim verso la fine di maggio 1999. Nonostante il massiccio intervento areo della NATO, che coinvolse l'uso dei bombardieri USAF B-52, l'esercito jugoslavo mantenne le linee difensive lungo il Beli Drim, dove erano stati anche arrangiati dei ponti temporanei per facilitare il movimento di mortai e artiglieria pesante.
Successivamente l'UCK prese il controllo dei villaggi di Planeja, Bucare e Ljumbarda così come di un piccolo fazzoletto di terra a nordovest di Prizren. Tuttavia, non riuscì a spingersi oltre e il 9 giugno fu firmato l'accordo di Kumanovo, per il quale le truppe jugoslave dovettero ritirarsi dal Kosovo.
Ad oggi il monte Paštrik è ancora disseminato di bombe e non è sicuro recarsi sul posto, stando ad un articolo di National Geographic del 2022.

## Contesto
Nell'aprile del 1999, circa un mese prima della battaglia, alcuni rifugiati albanesi provenienti dai villaggi di Gorozup, Milaj, Gjonaj e Planeja (sui pendi del monte Paštrik) dichiararono di essere stati brutalmente aggrediti (talvolta uccisi) e di essere stati trascinati con la forza via dai propri paesi, tutto per opera dell'esercito jugoslavo, della polizia e di paramilitari. Il territorio tra Kosovo e Albania, talmente montuoso da consentire la praticabilità a poche strade, si rivelava strategico per respingere attacchi organizzati dall'esercito di liberazione kosovaro (UCK). Di conseguenza, l'esercito jugoslavo si impegnò a disseminare sul territorio delle torri di controllo e altre postazioni militari nei pressi dei confini albanesi.
L'UCK, che nel frattempo stava racimolando risorse dall'esercito albanese ed altre agenzie occidentali, cominciò a reclutare albanesi etnici veterani delle guerre in Croazia e Bosnia. Agim Çeku fu tra questi e non a caso fu uno dei comandanti principali durante la guerra del Paštrik.
L'UCK, dunque, puntava a riconquistarsi il monte Paštrik e a stabilirvi delle basi permanenti. Secondo i media occidentali c'era anche l'interesse a conquistare l'autostrada che collegava Peja e Prizren, molti km più a nord di Paštrik e secondo alcuni report vi sarebbe stata anche l'intenzione, molto ambiziosa, di conquistare in toto la cittadina di Prizren. Si trattava, tuttavia, di previsioni irrealistiche, dato che all'esercito kosovaro servirono diversi giorni solo per aprirsi un varco nelle linee difensive jugoslave.
In realtà, l'obiettivo dell'UCK era più politico che militare, ovvero piuttosto che assicurare una vittoria voleva dimostrare alla Jugoslavia di essere in grado di sfondare le linee nemiche e di poter avviare, aiutato dalla NATO, un'invasione molto più distruttiva. Wesley Clark, ufficiale statunitense, stimò circa 1800-2000 ribelli dell'UCK, mentre alcune fonti interne all'UCK suggerirono numeri fino a 4000 uomini, poi ripresi da alcune emittenti occidentali, mentre la tv albanese specificò il coinvolgimento delle brigate 121 e 123. In ogni caso, l'UCK ricevette supporto dall'esercito albanese e anche un supporto aereo ravvicinato dalla NATO.

## Battaglia

### 26-29 maggio: primo attacco dell'UCK
L'offensiva dell'UCK cominciò alle 4 del mattino del 26 maggio 1999, quando cominciò ad attaccare su un fronte di circa 16 km con il supporto dell'esercito albanese e della NATO. Dopo aver superato le torri di guardia jugoslave, alcune unità dell'UCK oltrepassarono i confini sul versante settentrionale di una montagna da cui potevano osservare la città di Gjakova. Altre unità si spinsero nelle foreste a sud del rilievo. Quando il colonnello Delić comprese che gli avversari stavano tramando un'offensiva, ordinò alle sue truppe di trincerarsi e di rispondere agli attacchi con obici e mortai, colpendo principalmente le strade che portavano alla montagna.
Questi sbarramenti compromisero la calata dell'UCK per almeno due giorni. Nonostante i bombardamenti aerei della NATO, l'artiglieria jugoslava continuò a difendersi e a colpire strategicamente le linee di rifornimento dell'UCK in Albania. Mentre il combattimento proseguiva, l'UCK riuscì a superare Planeja e a dirigersi verso Gjinaj.

### 1º giugno: intervento NATO
Il 1º giugno la divisione aerea della NATO organizzò circa 150 sortite, dichiarando di aver colpito 32 corpi di artiglieria, 9 veicoli trasporto truppe, 6 veicoli armati, 4 altri veicoli militari, 8 posizioni di mortai e un lanciatore Kub. L'offensiva dell'UCK, però, aveva raggiunto una fase di stallo e gli jugoslavi sembravano organizzare una controffensiva. La NATO, temendo che Milošević avrebbe potuto ottenere una posizione migliore nei negoziati se fosse riuscito a riconquistarsi i territori occupati dal KLA, decise di incrementare i bombardamenti. Alcuni di questi colpirono anche delle posizioni dell'UCK, che però non subì perdite dovute al fuoco amico e, anzi, ebbe l'opportunità di riprendere gli attacchi. L'esercito jugoslavo rispose bombardando i villaggi al confine con l'Albania, tra cui Pergolaj, Golaj e Krumë. Questi attacchi non colpirono in maniera mirata i civili, ma fecero aumentare i flussi di rifugiati verso Kukës, mettendo pressione sull'amministrazione e portandola verso un punto di rottura e sovraccarico. L'Albania rispose mobilitando il proprio esercito verso il confine e conducendo delle esercitazioni.

### 6-9 giugno: fase di stallo e accordi
Il 6 giugno l'esercito jugoslavo lanciò una controffensiva presso Planeja, ma mentre avanzava verso il villaggio fu colpito da ben 82 bombe sganciate da aerei B-52 e B-1B. Non è noto con certezza il numero delle vittime, variabile a seconda dei resoconti considerati. Secondo alcuni testimoni dell'UCK vi sarebbero state perdite ingenti, ma secondo altri i militanti jugoslavi sarebbero riusciti a mettersi in salvo in tempo. Un'ispezione sul campo guidata dalle truppe tedesche della KFOR, una volta terminate le ostilità, non rinvenne traccia di veicoli o carrarmati danneggiati.
Il 7 giugno gli scontri e i bombardamenti continuarono nei dintorni di Paštrik. Il 9 giugno, l'esercito jugoslavo si ritirò e fu firmato un accordo per il ritiro di tutte le truppe jugoslave dai territori del Kosovo. Il giorno successivo fu, invece, firmata la Risoluzione ONU 1244 per i negoziati di pace tra Serbia e Kosovo.